# Línea A18 (Canelones)
La línea A18 es una línea urbana del transporte colectivo de pasajeros de Canelones, une la ciudad de Las Piedras con la ciudad de Santa Lucía. El destino de ida es Santa Lucía y el destino de vuelta es Las Piedras, Es operada por la empresa Pedrense, Compañía de Ómnibus del Este (Codeleste).

## Características
Hasta el año 2020 su denominación era Linea 18, la cual cambió a raíz de la reestructura del STM, al incorporar las líneas suburbanas y departamentales a su sistema 2.0.
Hasta el año 2013, este recorrido fue operada por la empresa COPSA bajo la denominación de la Línea 2A, siendo un ramal departamental de esta.
Fue retirada de la empresa por la Intendencia Departamental de Canelones,quien además de esta linea,le quito otras y fueron redistribuidas entre otras empresas departamentales, aduciendo que la propia empresa consideró que no eran rentables ya que en su mayoría son lineas de carácter social,es decir,presta servicios principalmente para estudiantes de escuela primaria o de Liceo/UTU.
Esta línea posee dos variantes en su recorrido: Por Margat (Ruta 11)  y también por Empalme (Rutas 81 y 62) así también algunos recorridos ingresan a la localidad de Juanico como así también algunos no ingresan a la localidad de Progreso y lo hacen a través del intercambiador de Ruta 5 y Ruta 48 en el ingreso a la ciudad de Las Piedras

## Recorrido
Desde Las Piedras (Por Margat)
- Shopping Las Piedras
- Bulevar del Bicentenario
- Oribe
- Instrucciones del Año XIII
- Plaza Las Piedras
- Dr.Pouey
- Ex Ruta 5
- Maestro Julio Castro (Ex Ruta 5)
- 18 DE MAYO
- Avda.Artigas (Ex Ruta 5)
- PROGRESO
- Avda.Artigas (Ex Ruta 5)
- Ruta 5
- Entrada de Ingreso a Juanico
- Ruta 5
- Intercambiador de Canelones
- Héctor Gutiérrez Ruiz
- Zelmar Michelini
- Alamo de Suárez
- Treinta y Tres
- Plaza de Canelones
- Treinta y Tres
- Cristobal Cendan
- Batlle y Ordóñez
- Control de Canelones
- Héctor Miranda
- Wilson Ferreira Aldunate
- Via Ferrea/Parada Rodo
- Gastón Rosas
- Ruta 11
- Margat
- Rotonda Ruta 11 y Ruta 81
- Antonio Legnani
- Batlle y Ordóñez
- SANTA LUCÍA

Desde Las Piedras (Por Empalme)

Mismo recorrido que el anterior (Solo cambia al llegar a la esquina de Treinta y Tres y Luis Brause,en Canelones).
- Luis Brause
- Batlle y Ordóñez
- Control de Canelones
- Ruta 62
- Empalme Ruta 81
- Ruta 81
- Diego Lamas
- Rotonda Ruta 11 y Ruta 81
- Antonio Legnani
- Batlle y Ordóñez
- SANTA LUCIA

Desde Santa Lucía (Por Margat)
- Rivera
- Diagonal Beatriz Branda (Cementerio de Santa Lucía)
- Rotonda Ruta 11 y Ruta 81
- Ruta 11
- Margat
- Ruta 11
- Gaston Rosas
- Wilson Ferreira Aldunate
- Maria Stagnero de Munar
- Baltasar Brum.
- Julio Brunereau des Houilleres
- Control de Canelones
- Batlle y Ordóñez
- Plaza de Canelones
- Batlle y Ordóñez
- Susana Ramírez
- Alamo de Suárez
- Cementerio de Canelones
- Zelmar Michelini
- Héctor Gutiérrez Ruiz
- Intercambiador de Canelones
- Ruta 5
- Entrada de Ingreso a Juanico
- Ruta 5
- Avda.Artigas (Ex Ruta 5)
- PROGRESO
- Avda.Artigas (Ex Ruta 5)
- 18 DE MAYO
- Maestro Julio Castro (Ex Ruta 5)
- Ex Ruta 5
- Dr.Pouey
- Batlle y Ordóñez
- República Argentina
- Bulevar del Bicentenario
- Shopping Las Piedras
- LAS PIEDRAS

Desde Santa Lucia (Por Empalme)
- Rivera
- Diagonal Beatriz Branda (Cementerio de Santa Lucía)
- Rotonda Ruta 11 y Ruta 81
- Diego Lamas
- Ruta 81
- Empalme Ruta 81
- Ruta 62
- Batlle y Ordóñez
- Control de Canelones
- (Desde el Control de Canelones en adelante,sigue el mismo recorrido del que viene Por Margat)

Variante con Ingreso a Juanico
Desde Las Piedras o Santa Lucía
- Ruta 5
- Entrada de Ingreso a Juanico
- San Marcos
- Perú
- Emilio Vanoli
- Carlos Brussa
- San Marcos
- Entrada de Ingreso a Juanico
- Ruta 5

(Continua recorrido normal a Santa Lucía o Las Piedras)

Variante Por Ruta 48 hacia Santa Lucía o Las Piedras
Desde Las Piedras
- Shopping Las Piedras
- Bulevar del Bicentenario
- Oribe
- Instrucciones del Año XIII
- Plaza Las Piedras
- Dr.Pouey
- Batlle y Ordóñez
- Ruta 48
- Intercambiador Ruta 5 y Ruta 48
- Ruta 5

(Continua por Ruta 5 hacia Canelones sin ingresar a la localidad de Progreso)
Desde Santa Lucía
- Ruta 5  (No ingresa a la localidad de Progreso)
- Intercambiador Ruta 5 y Ruta 48
- Ruta 48
- Batlle y Ordóñez
- República Argentina
- Bulevar del Bicentenario
- Shopping Las Piedras